# Karel Cieślar

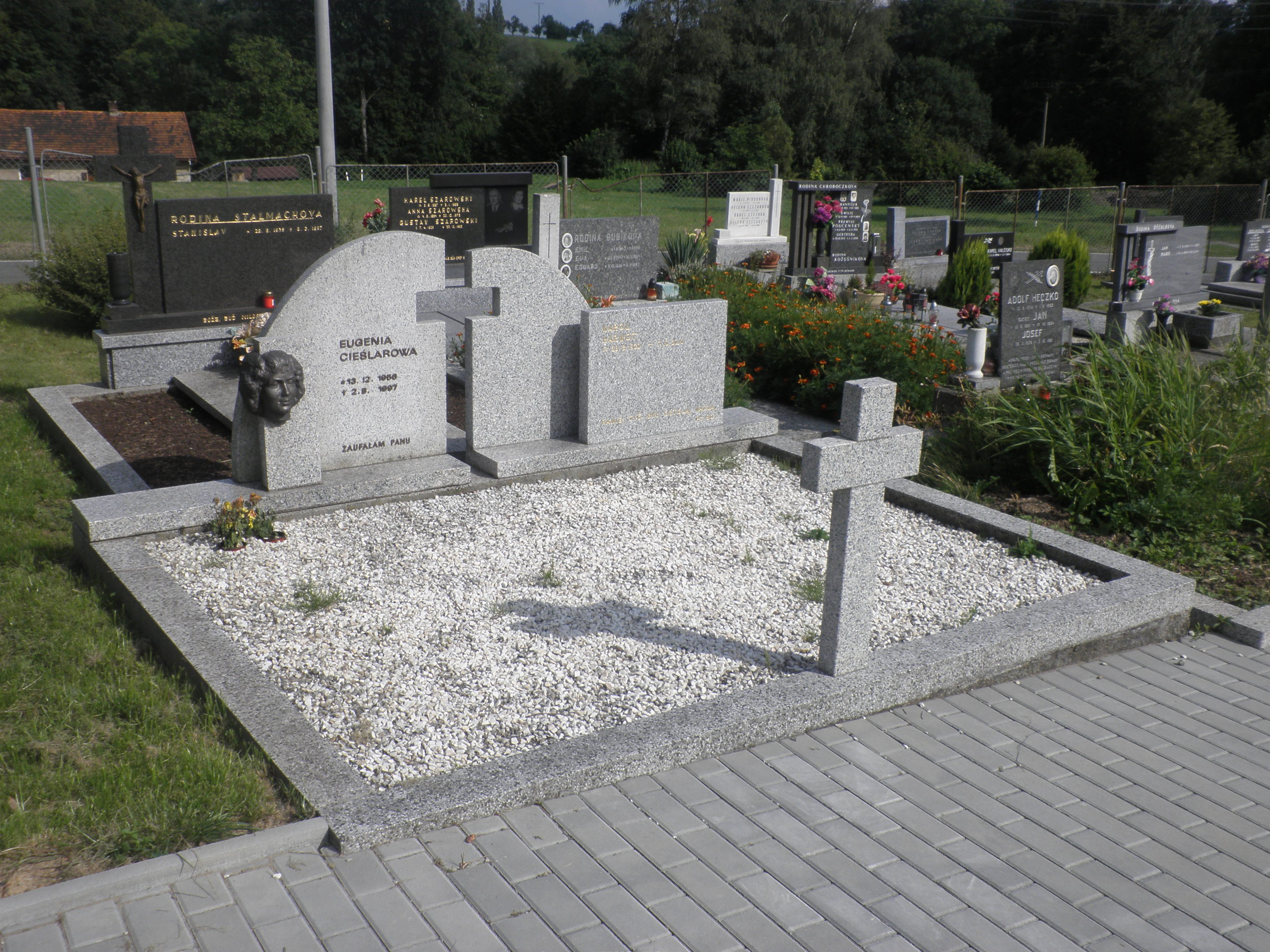
Náhrobek Eugenie Cieślarové

Karel Cieślar (* 13. května 1954 Nýdek) je český architekt a komunální politik polské národnosti.

## Život
Studoval na FS ČVUT v Praze (1973–1974) a na FA Slezské polytechniky v polských Glivicích (1974–1979). Kontakty s nezávislými studentskými organizacemi v Polsku, účast na studentské expedici do zemí tehdejší západní Evropy „EUROARCH´77“ a v aktivitách podzemní církve v bývalém Československu byly postačujícím důvodem k tomu, aby mladý architekt musel po studiích pracovat na stavbách státního statku (1979–80). Následně se uchytil jako projektant v ostravském závodě Energoprojektu (1980–1981). Opětovně byl nucen nastoupit na státní statek, tentokrát jako zedník (1981–1982). Později pracoval na Bytovém podniku (1982–1984) a v Potravinoprojektu v Havířově. Tato poslední praxe byla nečekaně přerušena nástupem k výkonu základní vojenské služby v hodnosti vojína (1987). Od roku 1988 provozuje soukromou praxi.
Po roce 1989 se veřejně angažoval, když byl zvolen zástupcem starosty a později starostou obce Těrlicko (1996–1997). V roce 1996 kandidoval neúspěšně do Senátu PČR. Je spoluzakladatelem Slezské diakonie, členem vedení a později zástupcem předsedy. Podílel se na vzniku euroregionu Těšínské Slezsko a jiných regionálních organizací. Byl členem Rady Kongresu Poláků v ČR. V létech 1994–1999 pracoval jako externí pedagog na Ostravské univerzitě (katedra katechetiky). Od roku 2000 je koordinátorem prací polských architektů v Ostravě, vítězů první mezinárodní architektonicko-urbanistické soutěže v ČR. V létech 2000–2002 byl členem Stavovského soudu České komory architektů a 2015-2018 byl členem představenstva této stavovské organizace. Od svého pražského pobytu (2001–2002) volně spolupracuje s architektem Vlado Milunićem. Je všeobecně známá jeho snaha o urbanistickou revitalizaci rozděleného města Těšína, kde od roku 2003 žije. Od roku 2011 pořádá mezinárodní rodové sjezdy. Je předsedou výboru, který uděluje cenu "Těšínit - Cieszynit Uznania" významným osobnostem Těšínského Slezska. 

## Rodina
Jeho rodiče jsou Helena, roz. Wojnarová (1925) a Oskar-František Cieślar (1917–2015). Má pět sourozenců, dva bratry a tří sestry. Je otcem čtyř dětí, Zuzany Chodurové (1977), Andrzeje Cieślara (1981), Heleny Boroňové (1983) a Anny Ciché (1986). Jejich matka Eugenie roz. Harwotová (1956–1997). Od roku 2014 je ženatý s Aleksandra Trybuś - Cieślar.

## Politika
Do roku 1990 nebyl členem žádné strany. Od listopadu 1989 se angažoval jako křesťanský demokrat v KDS (předseda regionální organizace, předseda Stranického soudu). Po integraci ODS-KDS se do doby odnětí licence jeho těrlické organizaci v roce 1997 angažoval jako občanský demokrat. V roce 1996 neúspěšně kandidoval za ODS do senátu ČR ve volebním obvodu č. 74–Karviná. Později byl zvolen do čela okresní organizace US a v roce 1998 neúspěšně kandidoval na předsedu této nové pravicové strany. Pro nesouhlas se čtyřkoaliční politikou (vstup do vlády s ČSSD) odešel z politického života.

## Dílo
Realizované projekty (výběr):

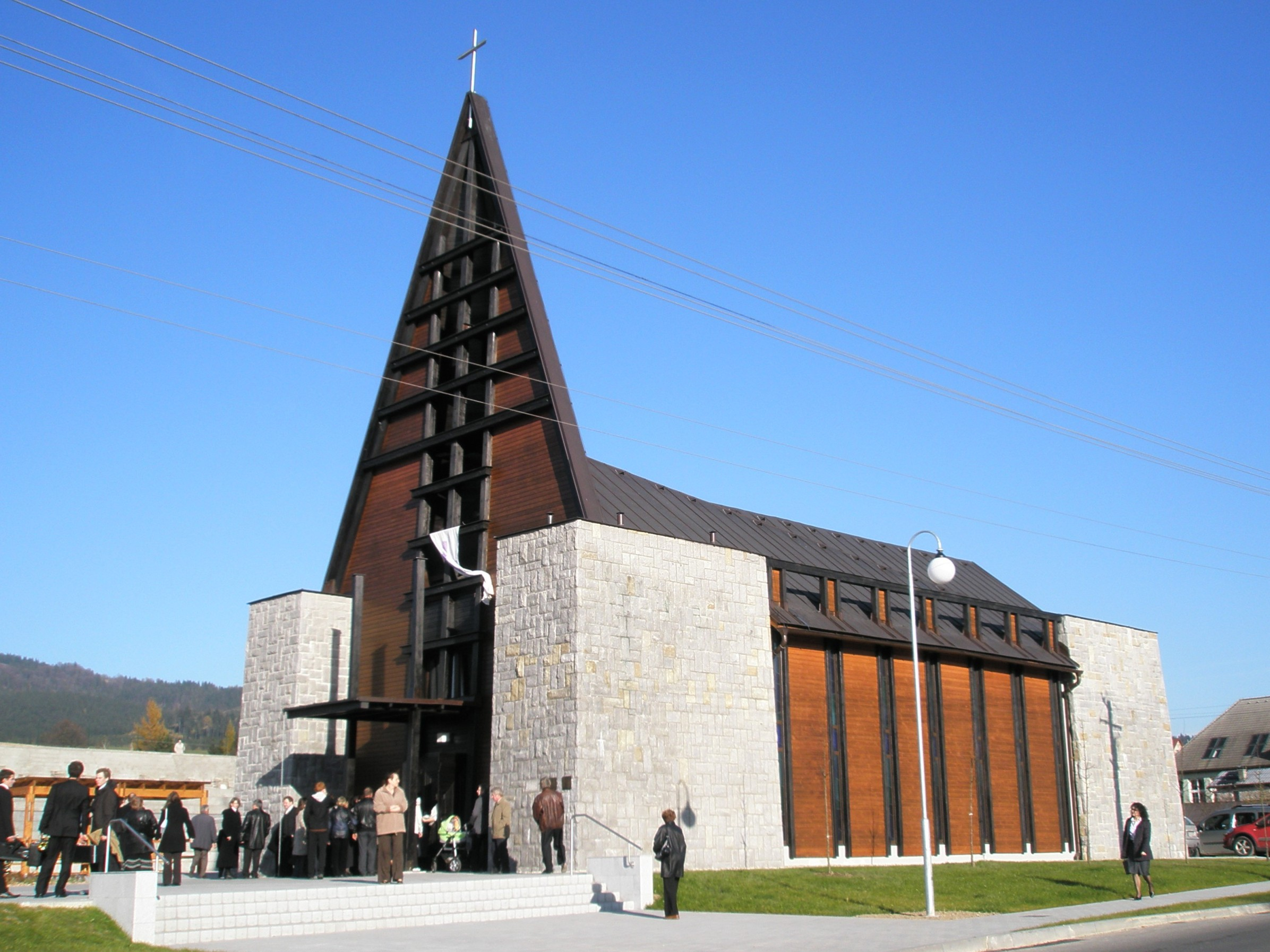
Evangelický kostel v Písku (okr. Frýdek-Místek)

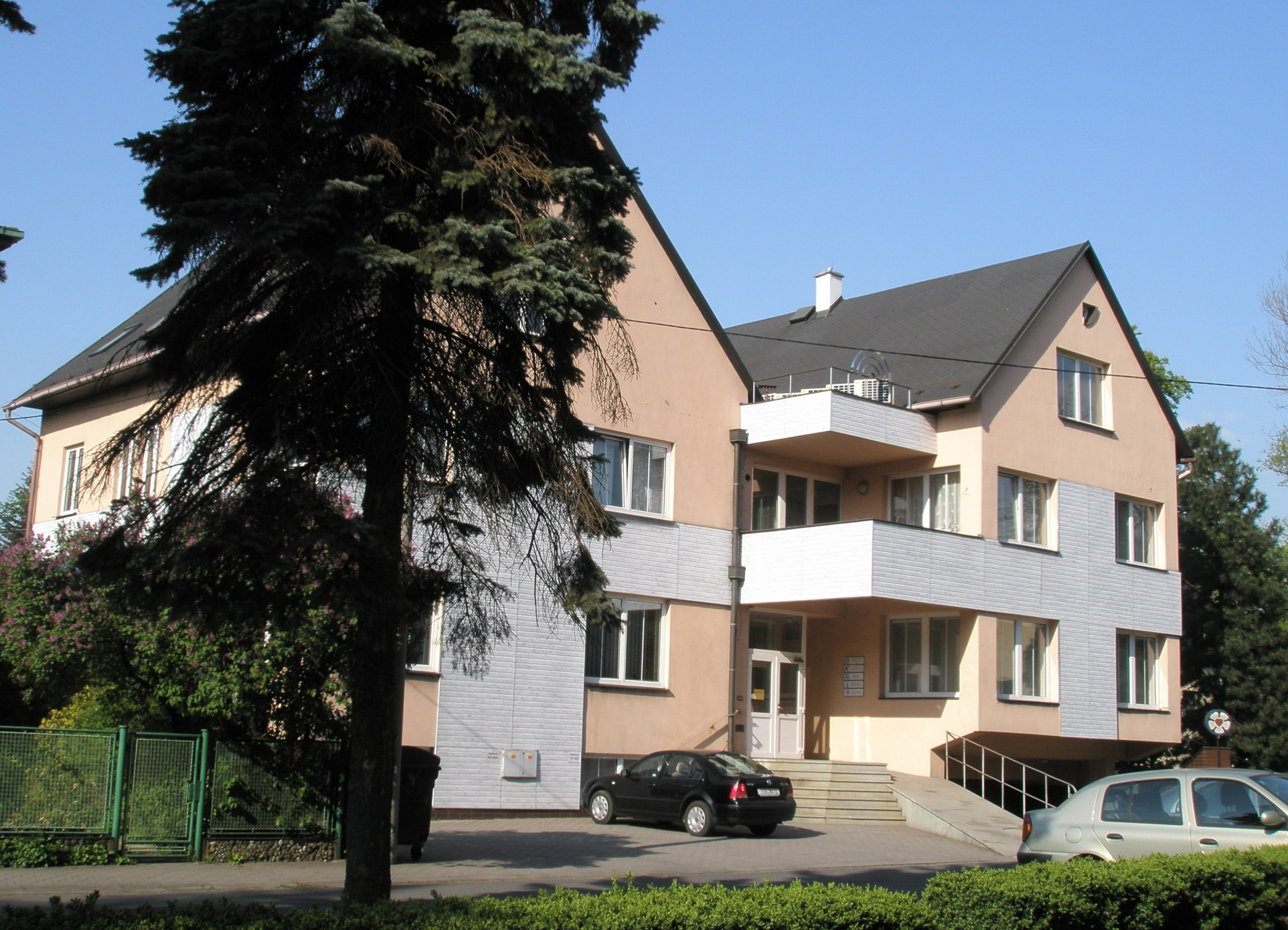
Ústředí SCEAV v Českém Těšíně

- Evangelický kostel v Písku (2001–2010)
- Rekonstrukce fasád rodinné vily v Ostravě (2010)
- Pasivní dům ve Stonavě (2009–2010)
- Rodinný dům v Hnojníku (2008–2010)
- Rodinný dům v Č. Těšíně-Stanislavicích (2008–2009)
- Vlastní rodinný dům v Č. Těšíně-Koňakově (2001–2004)
- Rekonstrukce historické budovy na Smetanově nám. v Ostravě (2003)
- Ústředí SCEAV v Č. Těšíně (1993–1996)
- Základní škola v Těrlicku (spol. s prof. Z. Gądekem, 1992–1996)
- Modlitebna CB v Havířově (1988)
- Evangelický kostel v Karviné (1986)
- Rodinný dům v Nýdku (1975–1977)

Projekty a studie (výběr):
- Revitalizace ulic ČSA a Rychvaldská v Ostravě-Michálkovicích (2009–2010)
- Projekt přístavby a nástavby domova SANTE v Havířově (2008)
- Studie pasivní adm. budovy na ul. Vojanově v Ostravě (2007)
- Urbanistická studie obytné zóny v Č. Těšíně (2007)
- Projekt úpravy vstupu do Těšínského divadla (2007–2009)
- Zastavovací studie ul. Broumarská, Praha-Kyje (2007)
- Obytný komplex Letnerova-Křídlovická v Brně (2007)
- Studie hotelu GRAND PRIX u autodromu Brno (2007)
- Projekt dvojdomu v Moravských Kninicích (2006)
- Studie obytné zóny Petřvald-centrum (2006)
- Projekt bytových domů v Bolaticích (2005) –v realizaci
- Studie multifunkčního objektu na Smetanově nám. v Ostravě (spol. J. Kubec, 2004)
- Urbanistická studie KAROLINA v Ostravě (spol. J. Kubec, 2003)
- Studie RELAXPARK v Ostravě pro firmu IKEA (2001)
- Studie SPORTCENTRUM v Těrlicku (2001)
- Uzemní plán a turistické centrum v Nýdku (spol. s prof. Z. Gądekem, 1993–1996)
- Studie dostavby Domu energetiky v Ostravě (1981)
- Studie centra rozděleného města Těšína (diplomní projekt u prof. Z. Gądeka, 1979)

## Výstavy, sympozia a soutěže
- mezinárodní výstava intencionální architektury TERRA II ve Vratislavi v rámci kongresu UIA ve Varšavě (1981)
- HABITAT 86 – workshop, Vratislav (1986)
- prezentace v Polské akademii věd, Vratislav (1987)
- HABITAT - workshop o alternativním bydlení, Vratislav (1988)
- 70 let Českého Těšína (prezentace diplomní práce z r. 1979), Muzeum Těšínska (1990)
- workshop „Architektura a hory“ s univerzitou v Boone, Severní Karolína, USA, Zakopane, Polsko (1994)
- sympozium AD2000 v Soulu (1995) – člen delegace ČR
- Wojewódzki przegląd architektury, Katovice (1997)
- I. Kongres kultury Horního Slezska - delegát za Těšínské Slezsko, Katovice (1998)
- Galerie Magna, Ostrava (1999) – společně se sochařem Otou Ciencialou
- výstava českých a polských výtvarníků, České dny na Dolním Slezsku, Vratislav (1999)
- sympozium „Evropská unie a církve“, Vídeň (1999)
- mezinárodní architektonicko-urbanistická soutěž „Karolina v Ostravě“ (2000)
- sympozium „Jeden prostor, dvě města“, Těšín – Český Těšín (2001)
- výstava „PROJEKT KAROLINA“, vestibul nové radnice v Ostravě (2004)
- výstava „CIEŚLAR +2“, Český Těšín, Glivice (2009)

## Citát
- „Od svých profesorů jsem se naučil přistupovat k architektuře jako ke službě. A sloužit se má s láskou…“